# Татарево (Хасковская область)
Татарево (болг. Татарево) — село в Болгарии. Находится в Хасковской области, входит в общину Минерални-Бани. Население составляет 412 человек.

## Политическая ситуация
В местном кметстве Татарево, в состав которого входит Татарево, должность кмета (старосты) исполняет Халил Мехмедали Салим (Движение за права и свободы (ДПС)) по результатам выборов правления кметства.
Кмет (мэр) общины Минерални-Бани — Орхан Шабан Мюмюн (Движение за права и свободы (ДПС)) по результатам выборов в правление общины.